# Bernardo Maria Conti
Bernardo Maria Conti (Roma, 29 marzo 1664 – Roma, 23 aprile 1730) è stato un cardinale e vescovo cattolico italiano.

## Biografia
Figlio del duca Carlo IV Conti e della duchesa donna Isabella Muti, sin da giovane fu avviato alla carriera ecclesiastica all'età di 16 anni nell'abbazia di San Paolo fuori le mura prendendo poi i voti come benedettino della Congregazione cassinese. Fu ordinato sacerdote all'età di venticinque anni. Divenne abate prima, dell'abbazia di S. Maria Nuova di Gangi in Sicilia dal 1704 al 1708, di Santa Flavia di Caltanissetta dal 1708 al 1710 e successivamente del monastero benedettino di Farfa.
Il 1º dicembre 1710 fu eletto vescovo di Terracina, Sezze e Priverno, incarico che nel 1720 lasciò per motivi di salute.
Il 6 giugno 1721 il fratello Michelangelo, eletto papa un mese prima con il nome di Innocenzo XIII, lo nominò cardinale presbitero, assegnandogli il titolo di San Bernardo alle Terme.
Nel 1725 Ferdinando Piretti gli dedica la sua opera matematica Lumi aritmetici.
Nel 1724 partecipò al conclave che elesse papa Benedetto XIII e nel 1730 a quello che elesse Clemente XII durante il quale morì a causa di un infarto.
Fu sepolto a Guadagnolo, nella chiesa di Santa Maria della Mentorella.

## Genealogia episcopale e successione apostolica
La genealogia episcopale è:
- Cardinale Scipione Rebiba
- Cardinale Giulio Antonio Santori
- Vescovo Placido della Marra
- Cardinale Melchior Khlesl
- Cardinale Giovanni Battista Maria Pallotta
- Cardinale Pietro Vidoni
- Cardinale Galeazzo Marescotti
- Papa Innocenzo XIII
- Cardinale Bernardo Maria Conti, O.S.B.Cas.

La successione apostolica è:
- Arcivescovo Filippo Valignani, O.P. (1722)

## Albero genealogico
|                                                              |                                    |                                      | Genitori                                             |  |  | Nonni |  |  | Bisnonni                                      |  |  | Trisnonni                    |  |
|                                                              |                                    |                                      |                                                      |  |  |       |  |  | Torquato I Conti, I duca di Poli e Guadagnolo |  |  | Carlo Conti, signore di Poli |  |
|                                                              |                                    |                                      |                                                      |  |  |       |  |  | Torquato I Conti, I duca di Poli e Guadagnolo |  |  | Carlo Conti, signore di Poli |  |
|                                                              |                                    | Tarquinia Savelli                    |                                                      |  |  |       |  |  | Torquato I Conti, I duca di Poli e Guadagnolo |  |  |                              |  |
| Lotario Conti, II duca di Poli e Guadagnolo                  |                                    |                                      |                                                      |  |  |       |  |  | Torquato I Conti, I duca di Poli e Guadagnolo |  |  |                              |  |
|                                                              |                                    | Violante Farnese                     | Galeazzo I Farnese, duca di Latera                   |  |  |       |  |  |                                               |  |  |                              |  |
|                                                              |                                    | Violante Farnese                     | Galeazzo I Farnese, duca di Latera                   |  |  |       |  |  |                                               |  |  |                              |  |
|                                                              |                                    | Violante Farnese                     | Isabella dell'Anguillara                             |  |  |       |  |  |                                               |  |  |                              |  |
| Carlo Conti, V duca di Poli e Guadagnolo                     |                                    | Violante Farnese                     |                                                      |  |  |       |  |  |                                               |  |  |                              |  |
|                                                              |                                    | Marzio Orsini, signore di Bomarzo    | Pierfrancesco II "Vicino" Orsini, signore di Bomarzo |  |  |       |  |  |                                               |  |  |                              |  |
|                                                              |                                    | Marzio Orsini, signore di Bomarzo    | Pierfrancesco II "Vicino" Orsini, signore di Bomarzo |  |  |       |  |  |                                               |  |  |                              |  |
|                                                              |                                    | Marzio Orsini, signore di Bomarzo    | Giulia Farnese                                       |  |  |       |  |  |                                               |  |  |                              |  |
| Giulia Orsini                                                |                                    | Marzio Orsini, signore di Bomarzo    |                                                      |  |  |       |  |  |                                               |  |  |                              |  |
|                                                              |                                    | Porzia Vitelli                       | Vincenzo Vitelli, conte di Montefiore                |  |  |       |  |  |                                               |  |  |                              |  |
|                                                              |                                    | Porzia Vitelli                       | Vincenzo Vitelli, conte di Montefiore                |  |  |       |  |  |                                               |  |  |                              |  |
|                                                              |                                    | Porzia Vitelli                       | Faustina Vitelli                                     |  |  |       |  |  |                                               |  |  |                              |  |
| Innocenzo XIII                                               |                                    | Porzia Vitelli                       |                                                      |  |  |       |  |  |                                               |  |  |                              |  |
|                                                              | Giacomo Muti, II duca di Canemorto | Carlo Muti, I duca di Canemorto      |                                                      |  |  |       |  |  |                                               |  |  |                              |  |
|                                                              | Giacomo Muti, II duca di Canemorto | Carlo Muti, I duca di Canemorto      |                                                      |  |  |       |  |  |                                               |  |  |                              |  |
|                                                              | Giacomo Muti, II duca di Canemorto | Faustina Muti                        |                                                      |  |  |       |  |  |                                               |  |  |                              |  |
| Michelangelo Muti, III duca di Canemorto e I duca di Rignano | Giacomo Muti, II duca di Canemorto |                                      |                                                      |  |  |       |  |  |                                               |  |  |                              |  |
|                                                              |                                    | Silvia Altieri                       | Marcantonio Altieri                                  |  |  |       |  |  |                                               |  |  |                              |  |
|                                                              |                                    | Silvia Altieri                       | Marcantonio Altieri                                  |  |  |       |  |  |                                               |  |  |                              |  |
|                                                              |                                    | Silvia Altieri                       | Olimpia Rustici                                      |  |  |       |  |  |                                               |  |  |                              |  |
| Isabella Muti di Rignano                                     |                                    | Silvia Altieri                       |                                                      |  |  |       |  |  |                                               |  |  |                              |  |
|                                                              |                                    | Pompeo Massimo, marchese di Prossede | Lelio Massimo                                        |  |  |       |  |  |                                               |  |  |                              |  |
|                                                              |                                    | Pompeo Massimo, marchese di Prossede | Lelio Massimo                                        |  |  |       |  |  |                                               |  |  |                              |  |
|                                                              |                                    | Pompeo Massimo, marchese di Prossede | Girolama Savelli                                     |  |  |       |  |  |                                               |  |  |                              |  |
| Cecilia Massimo                                              |                                    | Pompeo Massimo, marchese di Prossede |                                                      |  |  |       |  |  |                                               |  |  |                              |  |
|                                                              |                                    | Clelia Rebiba Salomoni               | Ascanio Rebiba Salomoni, conte di Militi             |  |  |       |  |  |                                               |  |  |                              |  |
|                                                              |                                    | Clelia Rebiba Salomoni               | Ascanio Rebiba Salomoni, conte di Militi             |  |  |       |  |  |                                               |  |  |                              |  |
|                                                              |                                    | Clelia Rebiba Salomoni               | Francesca Bianchi                                    |  |  |       |  |  |                                               |  |  |                              |  |
|                                                              |                                    | Clelia Rebiba Salomoni               |                                                      |  |  |       |  |  |                                               |  |  |                              |  |